# NGC 1195
NGC 1195 é uma galáxia elíptica (E-S0) descoberta por John Dreyer localizada na direcção da constelação de Eridanus. Possui uma declinação de -12° 02' 21" e uma ascensão recta de 3 horas, 03 minutos e 32,7 segundos.